# .gb
.gb je vrhovna internetska domena (country code top-level domain - ccTLD) rezervirana za Ujedinjeno Kraljevstvo. Sada je u upotrebi .uk, te se više nije moguće registrirati pod tom domenom, kojom upravlja JANET(UK).

## Vanjske poveznice
- IANA .gb whois informacija  Arhivirana inačica izvorne stranice od 27. travnja 2006. (Wayback Machine)